# Lucas Pierre
Lucas Pierre Santos Oliveira (Itororó, Brasil, 19 de enero de 1982) es un exfutbolista brasileño. Jugaba de volante central y su último equipo fue el Joinville de Brasil.

## Clubes
| Club             | País   | Año         |
| ---------------- | ------ | ----------- |
| Ituano           | Brasil | 2002        |
| Paraná (cedido)  | Brasil | 2003        |
| Ituano           | Brasil | 2004 - 2005 |
| Paraná           | Brasil | 2005 - 2006 |
| Palmeiras        | Brasil | 2007 - 2011 |
| Atlético Mineiro | Brasil | 2011 - 2015 |
| Fluminense       | Brasil | 2015 - 2017 |

## Palmarés

### Campeonatos regionales
| Título                | Club             | País   | Año  |
| --------------------- | ---------------- | ------ | ---- |
| Campeonato Paulista   | Ituano           | Brasil | 2002 |
| Campeonato Paranaense | Paraná           | Brasil | 2006 |
| Campeonato Paulista   | Palmeiras        | Brasil | 2008 |
| Campeonato Mineiro    | Atlético Mineiro | Brasil | 2012 |
| Campeonato Mineiro    | Atlético Mineiro | Brasil | 2013 |
| Taça Guanabara        | Fluminense       | Brasil | 2017 |
| Taça Rio              | Fluminense       | Brasil | 2018 |

### Campeonatos internacionales
| Título              | Club             | País   | Año  |
| ------------------- | ---------------- | ------ | ---- |
| Copa Libertadores   | Atlético Mineiro | Brasil | 2013 |
| Recopa Sudamericana | Atlético Mineiro | Brasil | 2014 |